# Chevrolet Colorado
Le Chevrolet Colorado est un petit pick-up. Il existe en version simple ou double cabine.

## Première génération (2003 - 2012)
La première génération date de décembre 2003. Il est aussi vendu sous le nom de GMC Canyon.

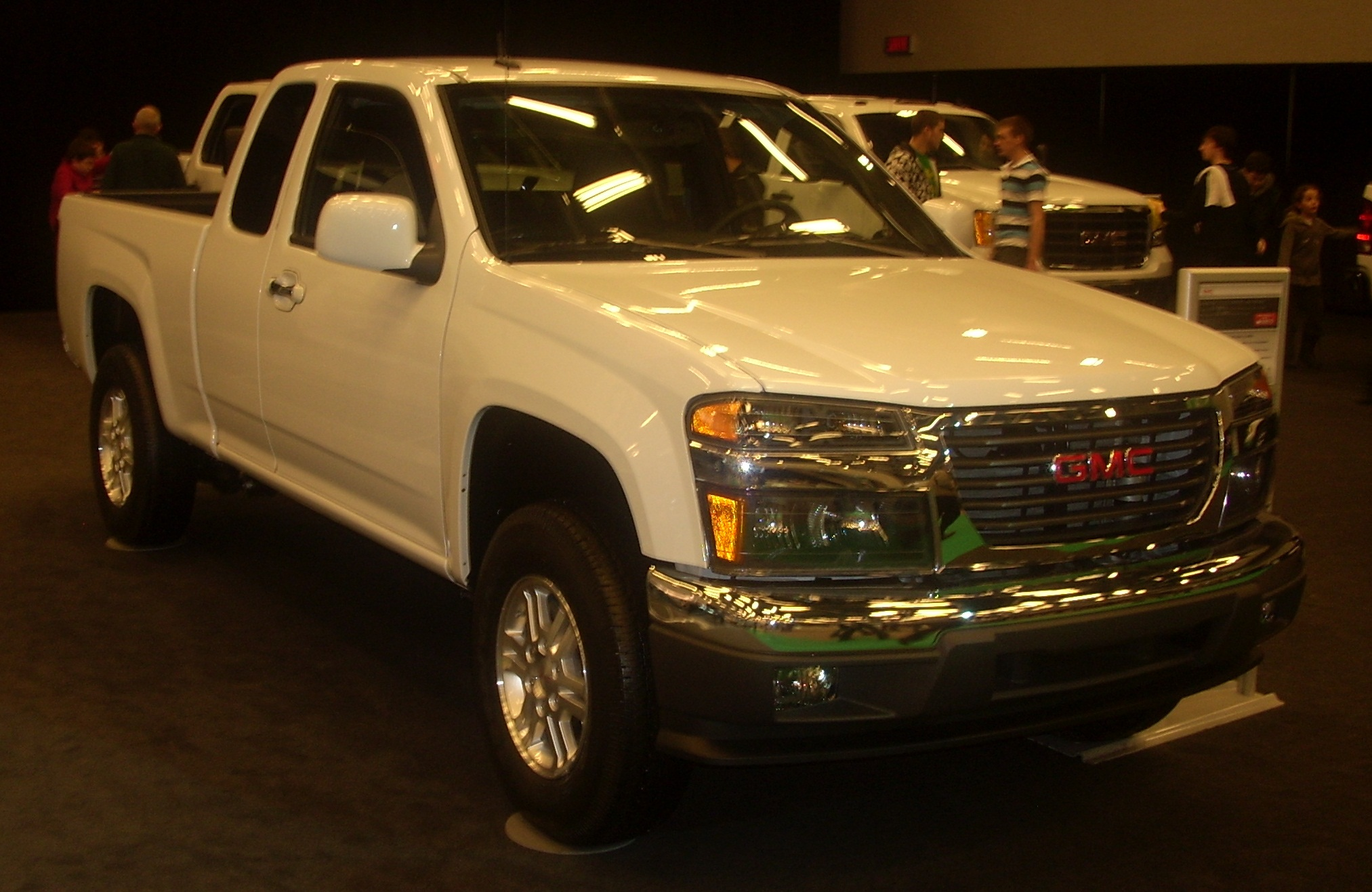
GMC Canyon I

Le Chevrolet Colorado et son jumeau, le GMC Canyon ont été conçus conjointement par les exploitations nord-américaines de GM, les exploitations de GM au Brésil et Isuzu. Isuzu, qui a participé au processus de conception, a commencé à vendre sa propre version dans le monde entier en 2002. Fin 2005, Isuzu a proposé une version en Amérique du Nord appelée Isuzu I-Series. Ce modèle Isuzu nord-américain partageait les groupes motopropulseurs, le style et l'équipement avec les jumeaux nord-américains Colorado/Canyon et différait de l'offre mondiale d'Isuzu. Toutes les versions Chevrolet, GMC et Isuzu dans le monde sont basées sur le GMT355, lui-même la base du Hummer H3 basé sur le GMT 345. La plupart des véhicules destinés aux marchés à l'extérieur de l'Amérique du Nord sont fabriqués dans une usine GM à Rayong, en Thaïlande, ainsi que dans une usine GM à São José dos Campos, au Brésil. Tous les véhicules du marché nord-américain ont été fabriqués par Shreveport Operations.
La coopération entre GM et Isuzu pour construire un pick-up léger et l'offrir en Amérique du Nord revient à un arrangement original que les deux sociétés avaient dans les années 1970 avec le Chevrolet LUV, un Isuzu Faster rebadgé.
Le Colorado/Canyon propose des transmissions manuelles et automatiques. GM propose également une transmission arrière ou une transmission à quatre roues motrices avec des styles de carrosserie à cabine standard, allongée et à quatre portes. La plupart des modèles sont livrés avec le moteur quatre cylindres en ligne LK5 de 2,8 L en standard, mais un cinq cylindres en ligne de 3,5 L plus puissant est livré avec la finition Z71 sur les versions à quatre portes et est facultatif sur tous les autres. Les Z71 à 4 portes bénéficient également de transmission automatique à 4 vitesses en standard.  Cette finition a ensuite été abandonnée au profit des LT2 et LT3.
Une édition ZQ8 est disponible avec une suspension "sport" plus basse et plus adaptée à la route que le Z85 standard et est livrée avec des roues de 17 pouces, un pare-chocs et une calandre de couleur assortie et des élargisseurs d'ailes à profil bas. Il existe également une édition Xtreme du ZQ8 qui a un pare-chocs avant, un pare-chocs arrière, des jupes latérales, des élargisseurs d'ailes, une calandre, des phares et des roues de 18 pouces différents. L'édition Xtreme est essentiellement la continuation d'une fintion de son prédécesseur, le Chevrolet S-10.
Pour 2007, le Colorado/Canyon a fait peau neuve et a offert de nouveaux moteurs, dont le quatre cylindres en ligne LLV de 2,9 L et le cinq cylindres en ligne LLR de 3,7 L qui ont tous deux été introduits en raison de nombreux problèmes, de nouvelles couleurs - Deep Ruby (Sonoma Red pour le Canyon), Pace Blue (Sport Blue pour le Canyon) et Imperial Blue (Midnight Blue pour le Canyon), de nouveaux pneus et de nouvelles roues. Des modifications mineures de la calandre et de l'intérieur pour les modèles LT et LTZ; les modèles LS ont gardé le même look qu'avant le lifting, similaire au lifting du TrailBlazer en 2005 et 2006. De plus, les badges «Colorado» et «Canyon» ont été supprimés des portes au profit du logo de GM. Pour l'année modèle 2009, le Colorado s'est refait une beauté et un V8 LH8 de 5,3 L est proposé, produisant 300 ch (224 kW) et 434 N m. Pour l'année modèle 2010, les badges GM ont été supprimés, bien que quelques modèles de 2010 aient le logo GM sur les portes.
En 2009, les deux pick-ups, comme la plupart des véhicules de General Motors de 2009 (et combinés avec OnStar), ont reçu pour la première fois un système téléphonique mains libres Bluetooth comme équipement en option. Le changeur de CD à six disques sur le tableau de bord a également été abandonné, laissant le lecteur de CD/MP3 à disque unique, ainsi qu'une radio standard A/M-F/M uniquement, avec des systèmes audio à deux, quatre ou six haut-parleurs. La plupart des pick-ups plus récents ont reçu des roues en alliage comme équipement standard, avec des roues polies et chromées en option, en seize, dix-sept ou dix-huit pouces de diamètre. Seuls les pick-ups de base récents, à l'exception des modèles qui avaient des roues de base de seize pouces en acier, avaient une nouvelle conception de roues. De plus, la plupart des nouveaux pick-ups sont également équipés de la radio satellite SiriusXM standard, lorsqu'ils sont équipés d'un lecteur CD/MP3.
Les ventes aux États-Unis du Colorado/Canyon ont culminé en 2005 à 163204 unités, dépassant de près de 35 % le leader perpétuel du segment, le Ford Ranger, et de seulement 3,3 % derrière le nouveau best-seller, le Toyota Tacoma. En 2006, cependant, tout en restant 27,5 % devant le pick-up Ford, les ventes de Colorado/Canyon ont été inférieures de près de 34 % à celles de leurs concurrents Toyota. Un Canyon de 2005 appartenant au candidat au Sénat américain, Scott Brown, est devenu célèbre car il était largement présenté dans ses publicités télévisées.
SG Automotive fabrique un clone du Colorado appelé Huanghai Plutus en Chine

### Sécurité
Dans le test de collision frontal décalée de l'Insurance Institute for Highway Safety, le Colorado (version étendue) obtient une note globale «Bien», mais la cabine quatre portes est classée «Acceptable». Dans le test de choc latéral, la cabine quatre portes du Colorado est classée «Médiocre» avec ou sans rideaux gonflables latéraux,. Les airbags rideaux latéraux sont de série sur tous les modèles de 2010; les coussins gonflables latéraux pour le torse ne sont pas offerts.

### Isuzu I-Series
La gamme de pick-ups de taille moyenne Isuzu I-Series a été fabriqué de 2005 à 2008. Lancé au Salon international de l'auto de New York 2005, pour l'année modèle 2006, l'I-Series a remplacé l'Isuzu Hombre, qui était hors de production depuis 2000. Comme l'Hombre, qui était basé sur le pick-up compact Chevrolet S-10/GMC Sonoma, l'I-Series était basé sur le Chevrolet Colorado/GMC Canyon. Deux modèles étaient proposés: le I-290, propulsé par le moteur quatre cylindres en ligne de 2,9 L, et le I-370, propulsé par le moteur cinq cylindres en ligne de 3,7 L. L'I-290 n'était disponible qu'avec une cabine allongée, tandis que l'I-370 pouvait être utilisé avec une cabine allongée ou une cabine quatre portes.
Les ventes du I-Series été médiocres, avec seulement 1 377 modèles vendus du début de la production à février 2006 selon Automotive News. Dans le cadre du retrait d'Isuzu du marché américain après l'année modèle 2008, l'I-Series a été abandonné.

## Deuxième génération (2012-aujourd'hui)
La seconde génération a été produite en 2013 dans l'état du Missouri aux États-Unis d'Amérique. Elle est badgée S10 au Brésil.
Le Chevrolet Colorado de deuxième génération a été présenté au salon de l'automobile de Bangkok 2011. Il est disponible en trois styles de cabine différents: cabine ordinaire (cabine simple), cabine allongée (cabine spacieuse) et cabine quatre portes (double cabine) et peut être à traction arrière ou à quatre roues motrices.

### Marchés australien et néo-zélandais
Le Colorado a été révélé au Salon international de l'automobile d'Australie 2011 et a été mis en vente en juin 2012 en Australie et en Nouvelle-Zélande, provenant de l'usine de Rayong en Thaïlande. En Australie et en Nouvelle-Zélande, le Colorado est considéré comme un «Holden». Un seul moteur est proposé, le turbodiesel de 2,8 L, construit par GM dans l'usine de Rayong. Il est disponible en quatre niveaux de finition: DX (châssis à cabine simple uniquement), LX (châssis uniquement), LT et LTZ. Les modèles à cabine simple et à cabine quatre portes sont disponibles en deux roues motrices ou en quatre roues motrices.
Le Chevrolet S-10 à double cabine brésilien et amélioré a été lancé en 2017 comme modèle Colorado pour les marchés australien et néo-zélandais avec le système d'infodivertissement MyLink de GM, avec y compris la mise en miroir de smartphones, Apple CarPlay et Android Auto. Le modèle est construit en conduite à droite dans l'usine GM de Thaïlande.
Un Thunder Edition est disponible sur les modèles 4x4 LX, LT et LTZ. Parmi les caractéristiques incluses dans cette finition, citons une barre de poussée et un kit de remorquage, des tapis de sol avant et un tapis de sol arrière monobloc, un protecteur de capot, des protections contre les intempéries et un badge "Thunder".
La production du Colorado en Thaïlande devrait s'achever fin 2020, avec la vente de l'usine de Rayong à Great Wall Motors.

#### Niveaux de finition
- DX : dispose d'une transmission manuelle, ESP, airbags rideaux latéraux, fonctionnalités Bluetooth et Roues en acier de 16 pouces[13]
- LX : dispose d'une boîte manuelle à 6 vitesses ou une boîte automatique à 6 vitesses, rétroviseurs électriques et régulateur de vitesse[13]
- LT : dispose de phares antibrouillard[13]
- LTZ : dispose de roues en alliage de 17 pouces, sièges en cuir en option, feux arrière à LED, projecteurs frontales, arceau, couverture tonneau souple et marches latérales[13]
- Z71 : finition supérieure, comprend l'équipement tout-terrain et roues de 18 pouces

### Marché nord-américain et sud-coréen

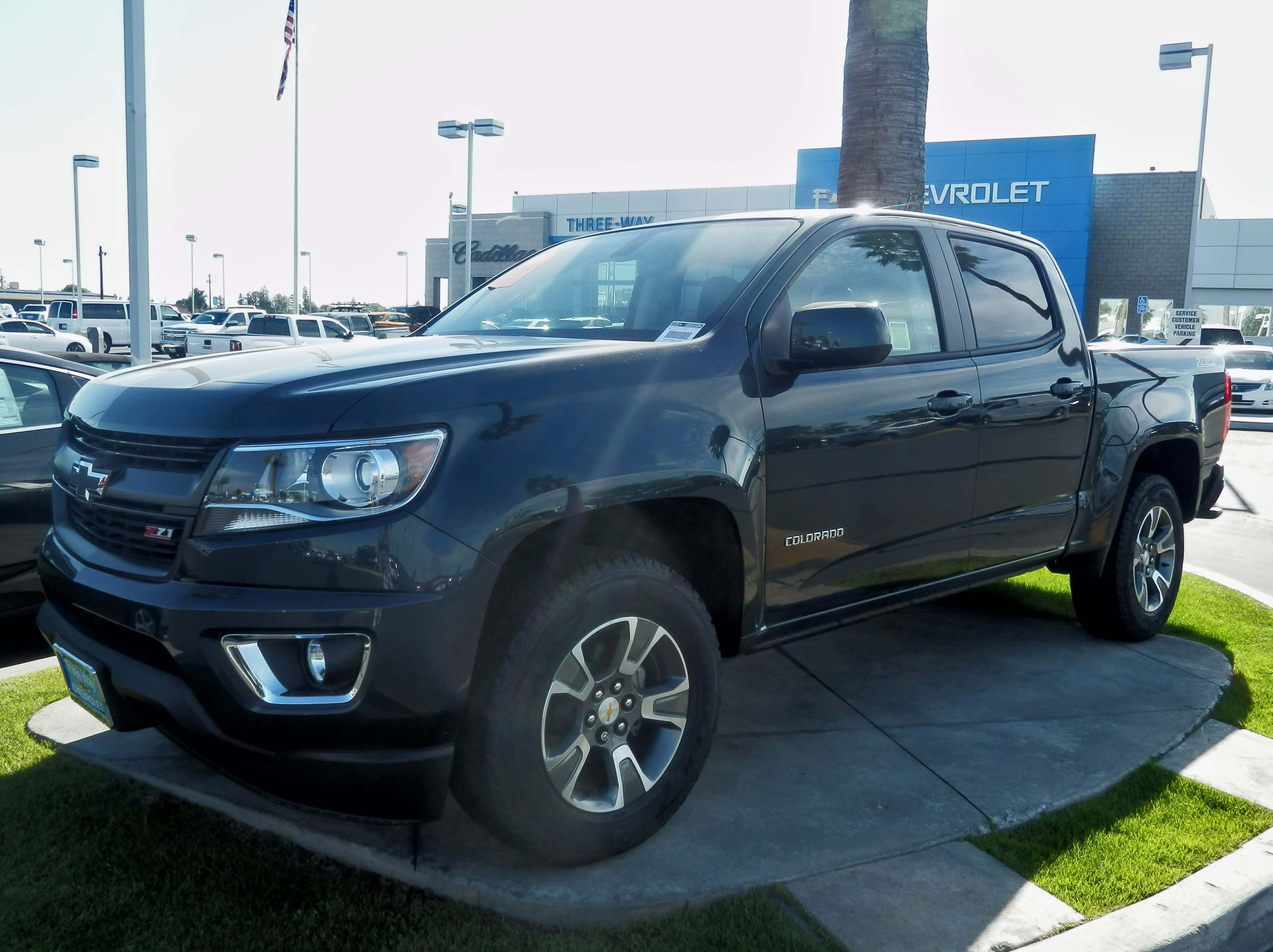
Chevrolet Colorado II (Amérique du Nord)

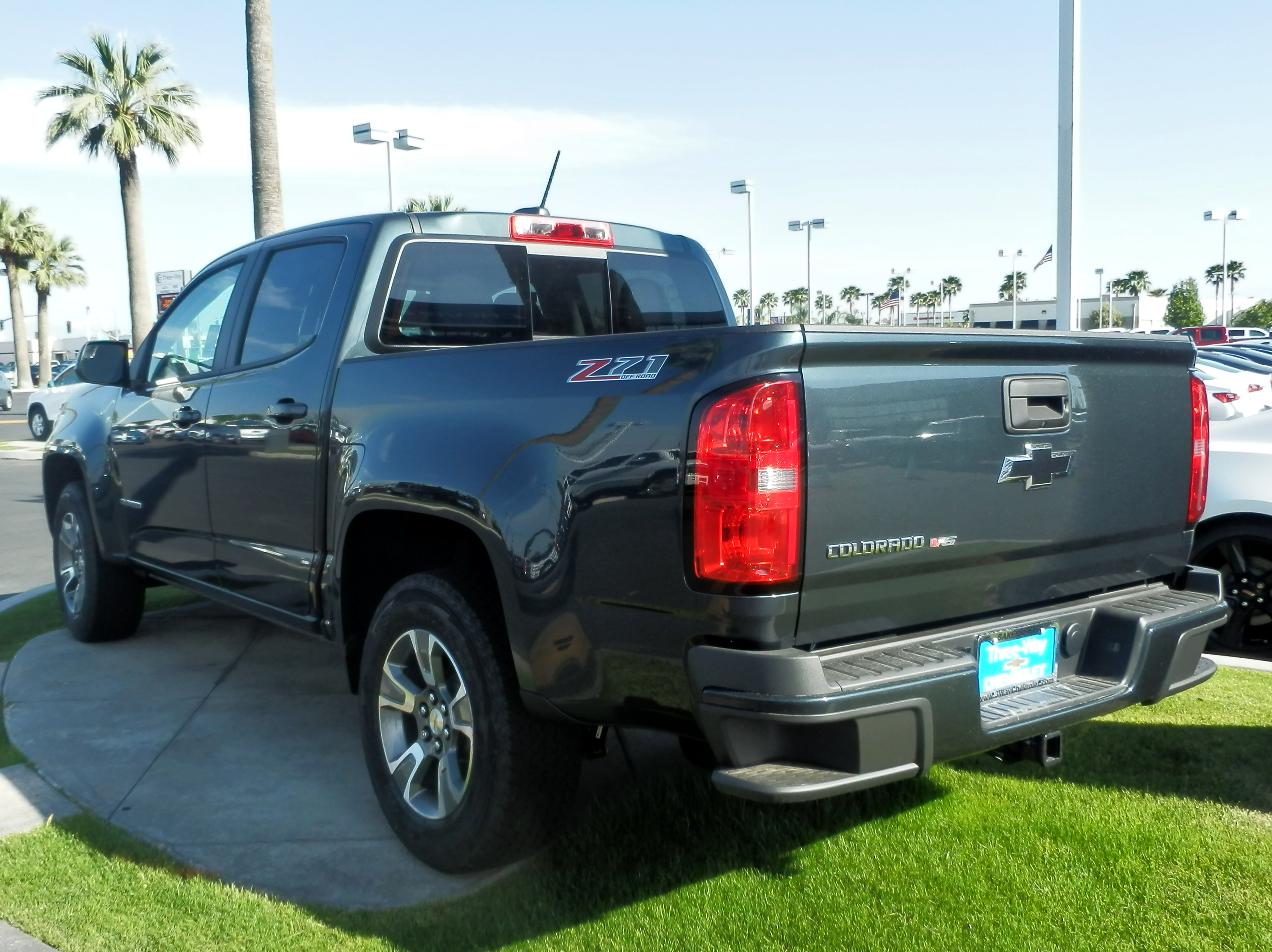
vue de l'arrière

Justement, une version américaine de ce modèle a été sortie fin 2014.
Le modèle américain a été dévoilé le 20 novembre 2013 au Salon de Los Angeles. La production a commencé à Wentzville Assembly en 2014 et les véhicules ont commencé à arriver chez les concessionnaires du pays vers la mi-fine 2014, en tant que véhicule de l'année modèle 2015. Il est en concurrence avec d'autres offres de pick-ups de taille moyenne, telles que les Nissan Frontier et Toyota Tacoma. Le modèle américain possède un carénage avant différent, avec une conception similaire à celle du Chevrolet Silverado de 2014 et des moteurs différents. L'usine d'assemblage de General Motors à Wentzville s'est étendue de 4,6 hectares à 380 millions de dollars qui a été construite pour permettre l'assemblage du nouveau Colorado. Le 18 septembre 2014, GM a annoncé qu'elle ajouterait plus de travailleurs à l'usine de Wentzville après avoir reçu des commandes anticipées de ses concessionnaires pour 30 000 Colorado/Canyon avant sa sortie.
Pour le lancement initial, le Colorado était disponible avec un moteur quatre cylindres en ligne Ecotec de 2,5 L ou un moteur V6 LFX de 3,6 L. Le moteur turbodiesel Duramax LWN de 2,8 L a été ajouté en 2016 et est une première pour cette catégorie sur le marché américain. Il est également disponible en trois configurations de cabine: cabine allongée avec une benne de 1,9 m, cabine quatre portes avec une benne de 1,6 m ou cabine quatre portes avec une benne de 1,9 m, avec quatre roues motrices en option.
Des roues de seize ou dix-sept pouces en acier ou en alliage sont disponibles, ainsi qu'une finition de décoration pour le modèle W/T qui ajoute une calandre avant chromée et des poignées de porte et des rétroviseurs latéraux de couleur carrosserie.

#### Niveaux de finition
- Base : Niveau de finition de base[17]
- WT : Niveau de finition de base ("Work Truck")[17]
- LT : Niveau de finition moyen et le plus courant[17]
- Z71 : Finition supérieure, équipement hors route inclus[17]
- ZR2 : Performance hors route/Modèle Halo[17]

Le niveau de finition de base du Colorado comprend l'équipement standard suivant : roues en acier de seize pouces, surfaces des sièges en vinyle, une chaîne stéréo A/M-F/M avec entrée audio auxiliaire et un système audio à six haut-parleurs, vitres et serrures de porte électriques (PAS d'entrée sans clé), un moteur essence quatre cylindres en ligne EcoTec de 2,5 L, une transmission manuelle à six vitesses (jusqu'à mi-2019 lorsque la transmission manuelle a été interrompue et qu'une transmission automatique à six vitesses est devenue la norme), moquette et une calandre chromée. Ce modèle est disponible exclusivement en cabine allongée.
Le W/T comprend le même équipement standard que le niveau de finition de base du Colorado, mais dispose de plus d'équipements en option, comme une radio MyLink à écran tactile couleur de sept pouces, surfaces d'assise en tissu, entrée sans clé, roues en alliage d'aluminium de seize pouces, rétroviseurs extérieurs de couleur assortie, une transmission automatique et un moteur essence V6 de 3,6 L. Il est disponible soit en cabine allongée, soit en cabine quatre portes avec une benne courte ou une benne longue.
Le LT ajoute l'équipement suivant aux niveaux de finition de base et W/T du Colorado: roues en alliage d'aluminium de 17 pouces, un moteur essence V6 de 3,6 L, une transmission automatique, une radio MyLink à écran tactile couleur de 20 cm, radio satellite SiriusXM, OnStar avec connectivité Wi-Fi 4G LTE (modèles plus récents uniquement), surfaces d'assise en tissu et entrée sans clé. L'équipement en option comprend un moteur turbodiesel quatre cylindres en ligne Duramax de 2,8 L, démarrage à distance, un système de caméra de recul, un système audio haut de gamme Bose à sept haut-parleurs, une radio navigation GPS avec MyLink et accessoires extérieurs chromés. Il est disponible en cabine allongée ou en cabine quatre portes avec une benne courte ou une benne longue.
Le Z/71 est le niveau de finition haut de gamme et ajoute les équipements suivants au niveau de finition LT: des roues en alliage d'aluminium uniques, surfaces d'assise en vinyle et en tissu combinées et une calandre noire. L'équipement en option est le même que le LT. Il est disponible en cabine allongée ou en cabine quatre portes avec une benne courte ou une benne longue.
Plus tard, les modèles Colorado et Canyon de 2015 ont offert des capacités Wi-Fi 4G LTE via le système OnStar, de série sur les niveaux de finition supérieurs et en option sur les niveaux de finition inférieurs. Pour 2016, les pick-ups équipés du système d'infodivertissement à écran tactile MyLink ou GMC IntelliLink de 20 cm ont reçu l'intégration standard Apple CarPlay et Android Auto pour smartphones.
À partir de l'année modèle 2017, les modèles de base du Colorado et du Canyon ont reçu un système d'infodivertissement standard à écran tactile Chevrolet MyLink (ou GMC Intellilink) de 18 cm avec Bluetooth pour appels mains libres et diffusion audio stéréo sans fil, intégration d'Apple CarPlay et d'Android Auto pour smartphones, une radio A/M-F/M et entrées audio auxiliaires et USB, avec un système audio à six haut-parleurs. La plupart des modèles comprenaient également un système de caméra de recul. OnStar avec capacités Wi-Fi 4G LTE était optionnel sur les modèles de base du Colorado et du Canyon.
La transmission manuelle à 6 vitesses a été interrompue au cours de l'année-modèle 2019 et n'est plus disponible dans le Colorado ou le Canyon.
À partir de l'année-modèle 2020, les modèles Z71 à cabine allongée 2 roues motrices et Z71 à cabine quatre portes 2 roues motrices seront supprimés de la gamme, ainsi que les éditions RST et Redline, car les deux seront combinés avec l'édition Luxury.
Le ZR-2 est le niveau de finition "Hors route", et ajoute l'équipement suivant au niveau de finition Z/71: 51 mm de suspension plus haute, voie 89 mm plus large, pneus tout-terrain 79 cm, roues en alliage d'aluminium et surfaces des sièges garnies de cuir uniques, amortisseurs sensibles avec position Multimatic DSSV, ensemble complet de plaques de protection, blocage du différentiel avant et arrière et pare-chocs avant à angle d'approche élevé. L'équipement en option est le même que les niveaux de finition LT et Z/71, à l'exception de la disponibilité d'une barre lumineuse montée sur la benne arrière. Il est disponible soit en cabine allongée avec une benne longue, soit en cabine quatre portes avec une benne courte.
Une version militaire dérivée du ZR-2 est choisie comme Infantry Squad Vehicle de l'United States Army le 26 juin 2020. 2 065 ISV sont prévus devant entrer en service en 2021.
Au Mexique, 3 configurations sont disponibles: le WT double cabine, moteur 2,5 L, transmission automatique à 6 rapports, traction arrière avec un prix de 584 200 pesos mexicains (31 000 $ USD), le LT double cabine, moteur 2,5 L, transmission automatique à 6 rapports, traction arrière avec un prix de 613 200 $ MXN (environ 32 400 $ USD) et le LT double cabine, moteur V6 de 3,6 L, transmission automatique à 8 rapports, transmission à quatre roues motrices connectables et mode 4Lo avec un prix de 687 100 $ MXN (environ 36 300 $ USD). Chevrolet Colorado Mexico.

#### GMC Canyon

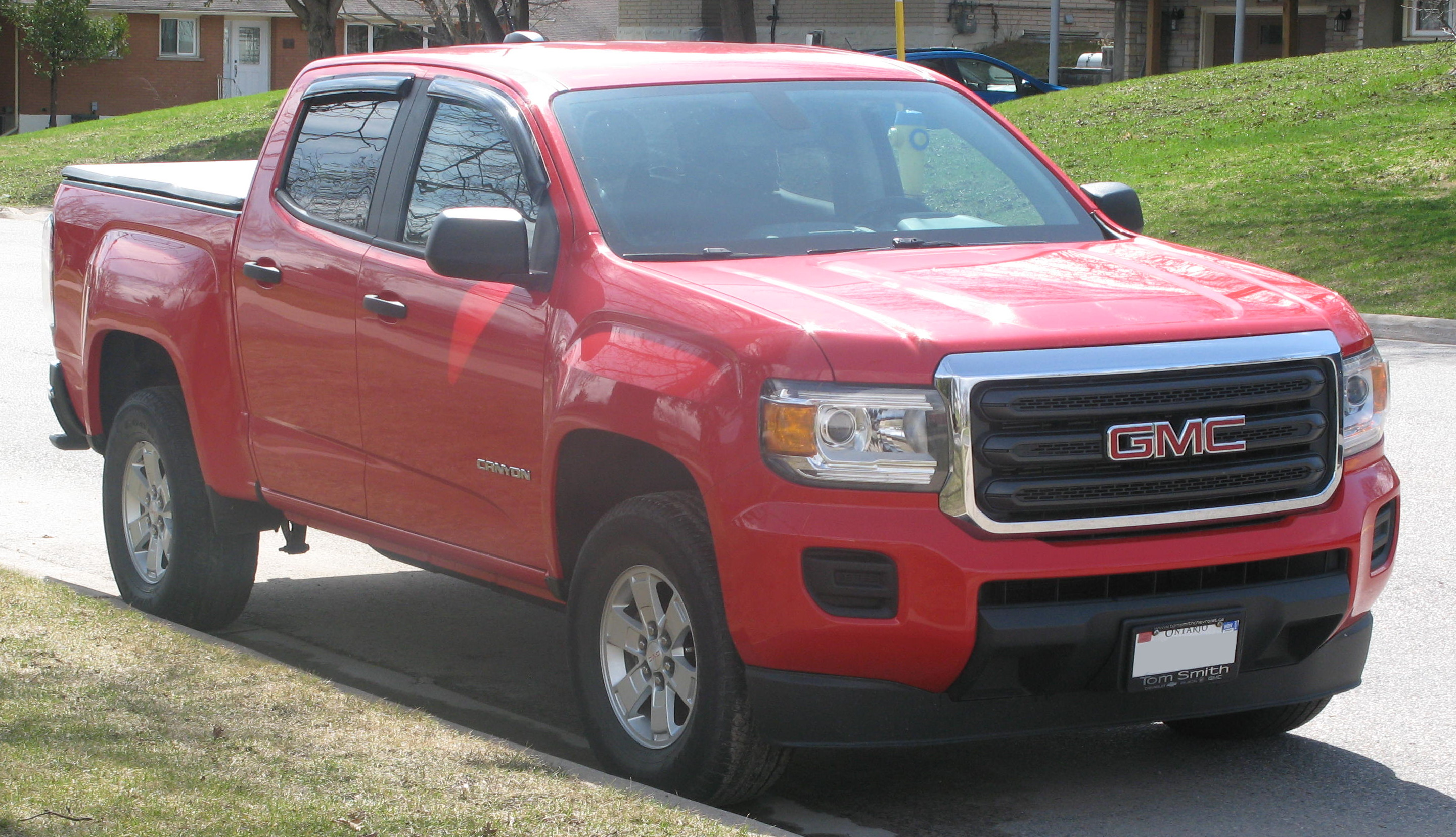
GMC Canyon II

Le tout nouveau GMC Canyon a été lancé le 12 janvier 2014. GMC l'a présenté dans un communiqué de presse et une vidéo officiel et il a fait ses débuts publics le lendemain (13 janvier 2014) au North American International Auto Show de Détroit. Les ventes ont commencé chez les concessionnaires au deuxième trimestre de 2014 en tant que modèle de 2015.
Le Canyon offre les mêmes fonctionnalités que son cousin, mais aura un prix de base plus élevé et plus d'options. Il arbore également une conception de calandre avant qui ressemble étroitement à celle de son frère full-size, le GMC Sierra. Le Canyon est disponible en trois versions et en deux roues motrices ou quatre roues motrices. Le modèle de base est uniquement disponible avec le moteur quatre cylindres en ligne Ecotec de 2,5 L, une transmission manuelle à 6 vitesses (jusqu'à mi-2019 lorsque la transmission manuelle a été interrompue et qu'une transmission automatique à six vitesses est devenue standard), et deux roues motrices.

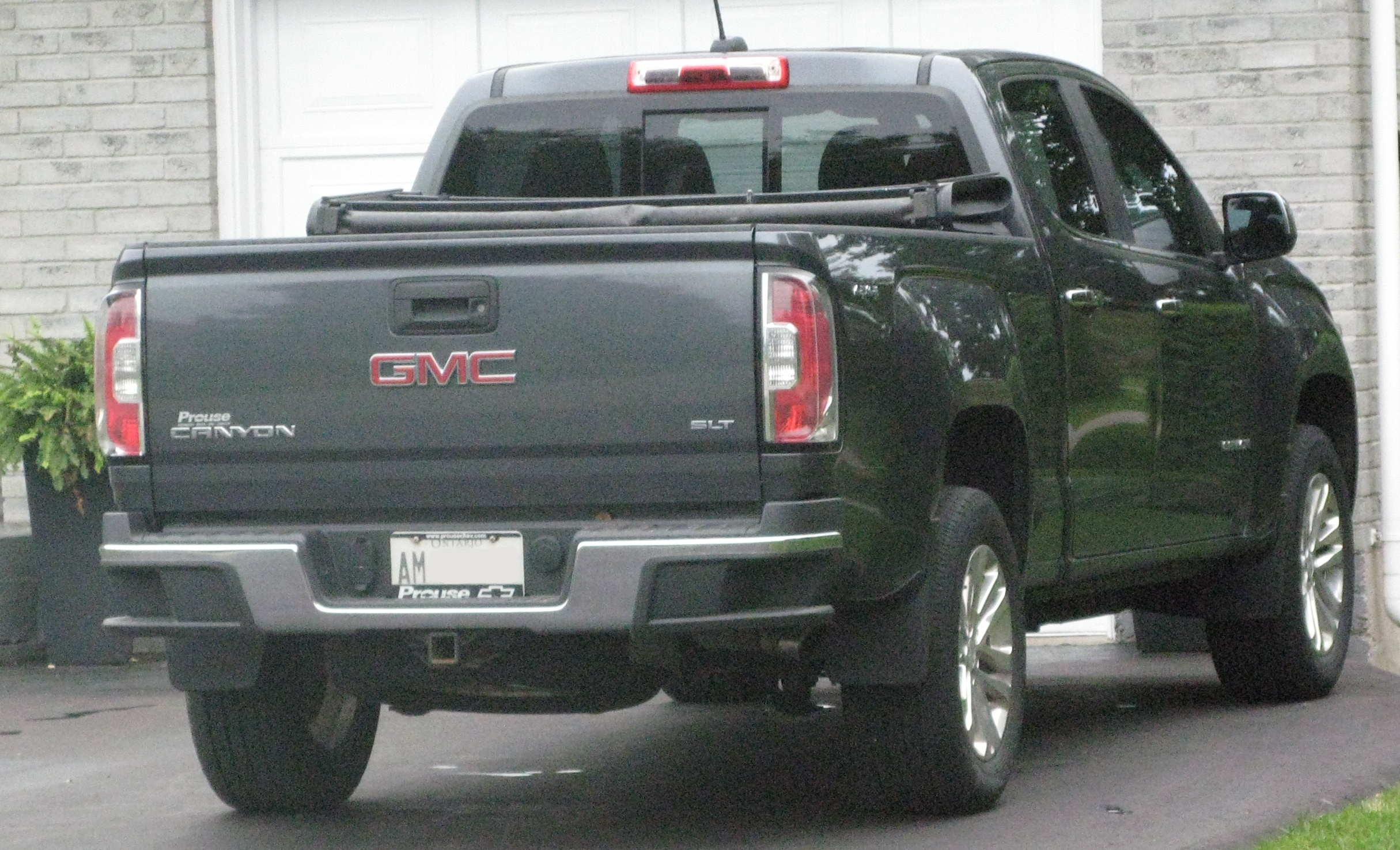
GMC Canyon II

Les caractéristiques optionnelles (basées selon la finition) comprendront des volets de calandre actifs et aérodynamique, la connectivité OnStar 4G LTE en option avec wifi embarqué, un avertisseur de collision avant, un avertisseur de sortie de voie et une fonction Teen Driver en option qui limite la vitesse et le volume audio.
Le 16 février 2015, GMC a publié des images d'un Canyon avec un style Denali, indiquant des plans pour ajouter le pick-up de taille moyenne à la gamme Denali en tant que modèle de 2016.
Le Canyon et le Colorado devraient tous deux faire peau neuve pour l'année modèle 2021, avant le début d'une troisième génération dans les années modèle 2023 ou 2024.

#### Colorado ZR2
Le concept ZR2 a été présenté au Salon de l'auto de Los Angeles 2014, et en raison de commentaires positifs, une version prête pour la production a été annoncée 2 ans plus tard au Salon de l'auto de Los Angeles 2016 pour faire partie de la gamme en 2017.
Le Colorado ZR2 offre les mêmes commodités que son frère le Z71, mais est fortement adapté aux performances hors route. Le modèle ZR2 sera disponible en 2 configurations de carrosserie; cabine quatre portes avec benne de 1,5 m ou cabine allongée avec benne de 1,8 m. Les options de moteur sont le moteur V6 LGZ de 3,6 L et le moteur turbodiesel Duramax LWN de 2,8 L.
Chevrolet a conçu de nombreuses nouvelles pièces spécialement pour la ZR2 afin d'améliorer les performances hors route. Les nouvelles fonctionnalités et pièces standard ou en option sur le ZR2 comprennent:
- Voie plus large de 89 mm
- Voiture levée de 51 mm
- Amortisseurs Multimatic Dynamic Suspension Spool Valve (DSSV)
- Différentiels avant et arrière à verrouillage électronique
- Bras de commande en fonte et plus longs
- Pare-chocs avant et calandre agressif avec angle d'approche amélioré
- Pare-chocs arrière redessiné pour un angle d'écart amélioré
- Capot avec insert noir
- Élargisseurs d'ailes plus larges
- Plaques de protection en aluminium pour protéger le radiateur, le carter d'huile et le différentiel avant
- Nouvelles roues de 17x8 avec pneus Goodyear Wrangler Duratrac 79 cm (265/65R17)
- Le «mode tout-terrain» modifie la progression des gaz, l'étalonnage des changements de vitesse, le contrôle de traction, le contrôle de stabilité et l'ABS pour différents terrains.
- Pneu de secours full-size monté sur la benne en option
- Suppression des tapis en option

Le Colorado ZR2 de 2018 a été présenté dans la Season 9 Episode 99 de Motor Trend Head 2 Head, où il a affronté un Ram Power Wagon de 2017.
ZR2 Bison est le résultat d'une collaboration avec American Expedition Vehicles (AEV). Il est équipé d'un pare-chocs en acier AEV avec phares antibrouillard et plaque de montage du treuil, d'énormes élargisseurs d'ailes, de plaques de protection en acier, de roues de 17 pouces et de pneus de 31 pouces. Il est également équipé d'amortisseurs Multimatic à réservoir télécommandé, de différentiels verrouillés aux deux extrémités, de bras de commande en fonte, d'un rehaussement de 2 pouces et d'une voie plus large de 3,5 pouces que celle du ZR2.

#### Colorado ZH2 (pick-up militaire)
GM Defence et U.S.Army TARDEC se sont associés en 2016 pour développer et tester avec succès le pick-up électrique Chevrolet Colorado ZH2 à pile à combustible, avec de faibles signatures acoustiques et thermiques ainsi que les avantages de la production d'eau à bord, de l'énergie électrique exportable et des capacités hors route.

## Troisième génération (2023-)

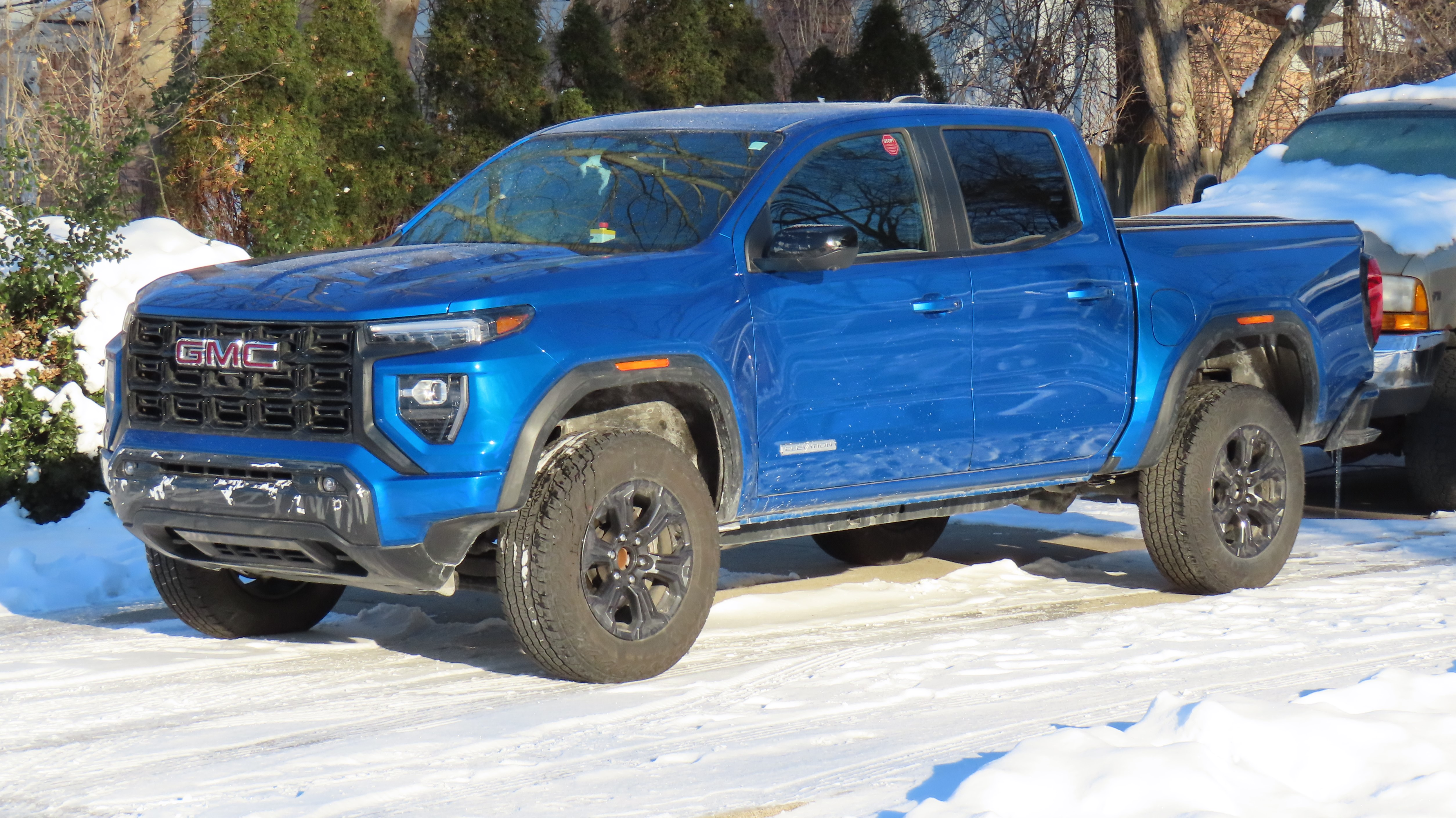
GMC Canyon III

## Ventes
| Année civile | États Unis | États Unis | États Unis | Thaïlande |
| Année civile | Colorado   | Canyon     | Total      | Thaïlande |
| ------------ | ---------- | ---------- | ---------- | --------- |
| 2004         | 117 475    | 27 193     | 144 668    |           |
| 2005         | 128 359    | 34 845     | 163 204    |           |
| 2006         | 93 876     | 23 979     | 117 855    |           |
| 2007         | 75 716     | 20 888     | 96 604     |           |
| 2008         | 54 346     | 14 974     | 69 320     |           |
| 2009         | 32 413     | 10 107     | 42 520     |           |
| 2010         | 24 642     | 7 992      | 32 634     |           |
| 2011         | 31 026     | 9 590      | 40 616     |           |
| 2012         | 36 840     | 8 735      | 45 575     |           |
| 2013         | 3 412      | 929        | 4 341      |           |
| 2014         | 8 003      | 3 070      | 11 073     | 12 806    |
| 2015         | 84 430     | 30 077     | 114 507    | 11 631    |
| 2016         | 108 725    | 37 449     | 146 174    | 12 844    |
| 2017         | 112 996    | 32 106     | 145 102    | 16 950    |
| 2018         | 134 842    | 33 492     | 168 334    | 18 022    |
| 2019         | 122 304    | 32 825     | 155 129    | 11 540    |

## Récompense et reconnaissance
- Pick-up de l'année 2015 de Motor Trend
- Pick-up de l'année 2016 de Motor Trend[44]

## Liens
- (en) Essai Chevrolet Colorado 2015